# 航空局

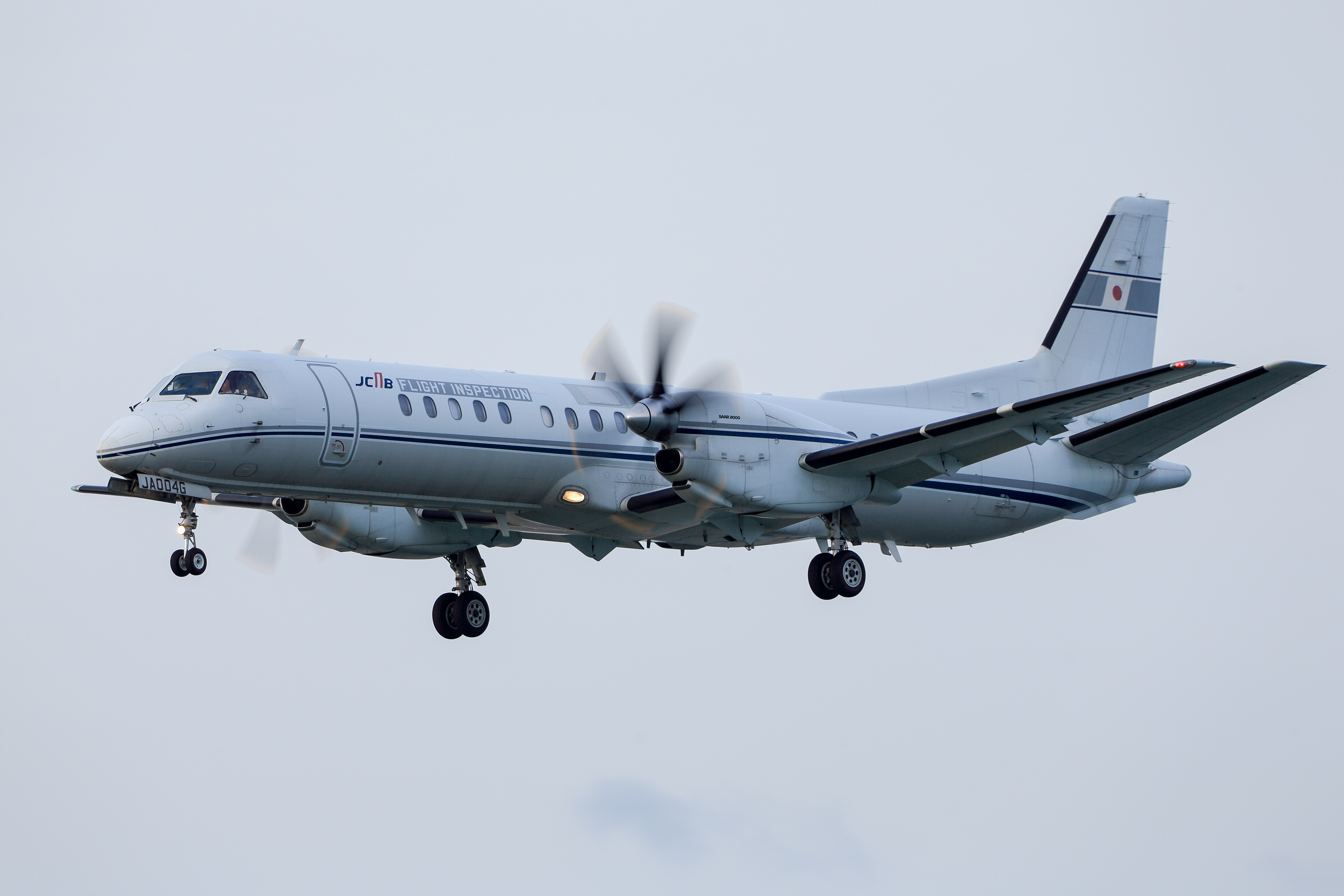
飛行検査中の飛行検査用航空機

国土交通省航空局（こくどこうつうしょう こうくうきょく、英語: Civil Aviation Bureau）は、国土交通省の内部部局の一つ。航空関連事業を所管。航空運送事業に係る許認可、航空機の登録、航空機騒音・環境対策、パイロットなど航空従事者の資格証明および養成、航空管制など。

## 沿革
- 1920年（大正9年）8月1日 陸軍省の外局として航空局設置[1]。
- 1923年（大正12年）4月1日 逓信省の外局となる[2]。
- 1924年（大正13年）11月25日 逓信省の内部部局となる[3]。
- 1938年（昭和13年）2月1日 逓信省の外局となる[4]。
- 1943年（昭和18年）11月1日 運輸通信省設置により同省の内部部局となる[5]。
- 1945年（昭和20年）
  - 5月19日 運輸省設置により同省の内部部局となる[6]。
  - 11月18日 連合国軍最高司令官より「SCAPIN-301 COMMERCIAL AND CIVIL AVIATION」（航空禁止令）が指令される。年末を目途に組織の解散を要求[7]。
  - 12月31日 航空局廃止。航空保安行政は逓信院電波局が所掌する[8]。
- 1946年（昭和21年）7月1日 逓信省設置により航空保安行政は同省電波局が所掌する[9]。
- 1949年（昭和24年）6月1日 電気通信省の外局として航空保安庁設置[10]。
- 1950年（昭和25年）12月12日 運輸省の外局として航空庁設置[11]。
- 1952年（昭和27年）8月1日 運輸省の内部部局として航空局設置[12]。
- 2001年（平成13年）1月6日 国土交通省設置により同省の内部部局となる[13][14]。

## 組織
- 局長
- 次長
- 大臣官房審議官（航空）
- 大臣官房技術審議官（航空）
  - 大臣官房参事官（航空予算）
  - 大臣官房参事官（航空戦略）
  - 大臣官房参事官（安全企画）
  - 大臣官房参事官（航空安全推進）
  - 総務課
    - 企画室
    - 職員管理室
    - 管財補給管理室
    - 危機管理室
    - 航空脱炭素化推進企画官
    - 国際展開推進企画調整官
    - 航空イノベーション推進官
    - 適正業務企画調整官
    - 危機管理調整官

航空ネットワーク部
- 航空ネットワーク企画課
  - 航空運送業務調整室
  - 空港経営改革推進室
  - 航空物流企画調整官
  - 空港運営権企画調整官
  - 空港機能高度化推進官
  - 地域振興・環境調整官
  - 空港周辺地域活性化推進官
- 国際航空課
  - 航空交渉官
- 航空事業課
  - 企画調整官
  - 地方航空活性化推進官
  - 地方航空支援企画調整官
  - 企画調整官
  - 地方航空支援企画調整官
- 空港計画課
  - 大都市圏空港調査室
  - 空港施設高度利用推進官
  - 空港脱炭素化推進官
- 空港技術課
  - 空港国際業務推進室
  - 空港施設企画調整官
  - 空港保安防災企画官
  - 空港保安防災教育訓練センター
- 近畿圏・中部圏空港課
  - 近畿圏空港企画調整官
  - 中部圏空港企画調整官
- 首都圏空港課
  - 成田国際空港企画室
  - 東京国際空港企画室
  - 首都圏空港調整官

安全部
- 安全政策課
  - 空港安全室
  - 航空保安対策室
  - 安全政策企画官
  - 安全管理推進官
  - 空港安全国際調整官
  - 空港運営安全企画調整官
  - 航空保安対策企画調整官
  - 航空保安国際業務推進官
  - 航空保安脅威評価官
  - 航空保安監査官
  - 交通管制安全監督官
  - 国際調整官
  - 航空事業安全監査室
  - 乗員政策室
  - 運航基準高度化企画調整官
  - 航空事業安全推進官
  - 運航審査官
  - 外国航空機安全対策官
  - 小型航空機安全対策官
  - 首席航空機審査官
  - 整備審査官
  - 養成企画調整官
  - 首席航空従事者試験官
    - 航空従事者試験官
- 無人航空機安全課
  - 無操縦者航空機企画室
  - 無人航空機企画調整官
- 航空機安全課
  - 航空機技術基準企画室
  - 航空機技術審査室
  - 首席設計審査官
    - 設計審査官

交通管制部
- 交通管制企画課
  - 航空交通国際業務室
  - 管制情報処理システム室
  - 企画調整官
  - 新システム技術推進官
  - 教育訓練企画官
  - システム開発評価・危機管理センター
- 管制課
  - 空域調整整備室
  - 管制運用企画調整官
- 運用課
  - 航空情報・飛行検査高度化企画室
  - 運用調整官
  - 航空情報企画調整官
  - 航空情報センター
  - 飛行検査センター
- 管制技術課
  - 航行支援技術高度化企画室
  - 航空灯火・電気技術室
  - 交通管制機械設備調整官
  - 技術管理センター
  - 性能評価センター

## 歴代局長
| 代 | 氏名       | 在任期間                  | 前職                                 | 後職                             |
| -- | ---------- | ------------------------- | ------------------------------------ | -------------------------------- |
|    | 洞駿       | 2002.08 - 2003.07.18      | 自動車交通局長                       | 国土交通審議官                   |
|    | 石川裕己   | 2003年.07.18 - 2004.07.01 | 鉄道局長                             | 海上保安庁長官                   |
|    | 岩崎貞二   | 2004.07.01 - 2006.07.18   | 航空局管制保安部長                   | 自動車交通局長                   |
|    | 鈴木久泰   | 2006.07.18 - 2008.07.04   | 大臣官房総括審議官                   | 海上保安庁次長                   |
|    | 前田隆平   | 2008.07.04 - 2010.08.10   | 大臣官房審議官（総合政策局・航空局） | 政策統括官                       |
|    | 本田勝     | 2010.08.10 - 2011.09.16   | 鉄道局長                             | 大臣官房長                       |
|    | 長田太     | 2011.09.16 - 2012.09.11   | 大臣官房総括審議官                   | 内閣官房総合海洋政策本部事務局長 |
|    | 田村明比古 | 2012.09.11 - 2015.09.11   | 鉄道局次長                           | 観光庁長官                       |
|    | 佐藤善信   | 2015.09.11 - 2017.07.07   | 海上保安庁次長                       | 辞職                             |
|    | 蝦名邦晴   | 2017.07.07 - 2019.07.09   | 観光庁次長                           | 辞職                             |
|    | 和田浩一   | 2019.07.09 - 2021.07.01   | 観光庁次長                           | 観光庁長官                       |
|    | 久保田雅晴 | 2021.07.01 - 2023.07.04   | 大臣官房公共交通・物流政策審議官     | 辞職                             |
|    | 平岡成哲   | 2023.07.04 - 2025.07.01   | 国際統括官                           | 辞職                             |
|    | 宮澤康一   | 2025.07.01 - 現職         | 海上保安庁次長                       |                                  |

## 不祥事
- 2020年（令和2年）4月28日 - 国土交通省航空局の男性機長が那覇空港で2019年12月、アルコール検査でアルコールが検出された。男性機長は滑走路点検のため、小型機に乗務予定だった。国土交通省は2020年4月28日、男性機長を4ヶ月の停職処分とした[27]。